# ディミトリス・リアコス
ディミトリス・リアコス (Dimitris Lyacos, ギリシア語: ∆ημήτρης Λυάκος、1966年10月19日 - ）は、ギリシャ共和国の詩人であり劇作家で、『Poena Damni』三部作の著者である。作品はジャンルにとらわれない形式をとり、伝統的な文学の主題と、慣習、宗教、哲学、人類学の要素を前衛的に組み合わせた作品で知られている。
本三部作は、西洋のカノンの主な主題を反映する断片的な語りのなかで、散文と劇と詩が入置き換えられていく。全体の長さは200ページ未満だが、完成までに30年以上の時間がかかった。  その間、各巻は改訂されたり違う版として再出版されたりし、いけにえや冒険の旅、死者の復活、贖罪、肉体的苦痛、精神疾患といった概念とともに脚色された。  
リアコスの作品の登場人物は常に社会と距離を保っているような、『Z213: Exit（Z213:出口）』の語り手のような逃亡者や、『With the People from the Bridge（橋の人々とともに）』の登場人物のようなディストピア的な辺境の地にいる追放者、もしくは砂漠のような島でどうにか生き延びようと苦闘する『The First Death（最初の死）』の主人公のような孤立者だ。
『Poena Damni』は「不幸のアレゴリー」として、ガブリエル・ガルシア＝マルケスや、トマス・ピンチョンのような作家の作品と一緒に解釈され、ポストモダン小説の極致として、また21世紀の傑出した反ユートピア作品の一つとして認識されている。

## 来歴
ギリシャのアテネで生まれ育ち、法律を学んだ。1988〜91年、イタリアのベニス在住。1992年、ロンドンに移り、ユニバーシティ・カレッジ・ロンドン で、分析哲学者のテッド・ホンデリックやティム・クレインのもと認識論、形而上学、古代ギリシャ哲学、ウィトゲンシュタインを中心に学んだ。2005年、ベルリンに移住。現在はベルリンとアテネを拠点にしている。

## 略歴
1992年、地獄に落ちた魂が直面する最も厳しい試練（例えば、神のビジョンを喪失するなど）を意味する『Poena Damni』という名前の三部作に着手する。本三部作は、徐々に一つの大作として完成するまで30年を要した。
第三部（『The First Death』）は始めギリシャ語（『Ο πρώτος θάνατος』）で書かれ、その後英語、スペイン語、ドイツ語に翻訳された。第二部『Nyctivoe』はもともとは2001年にギリシャ語とドイツ語で出版され、2005年に英訳され、2014年には『With the People from the Bridge』という新しいタイトルが付けられた。　
さまざまなアーティストがリアコスの作品を芸術作品に取り入れている。2002年、オーストリア人アーティストのシルヴィ・プロイデュルは一連の絵画作品をウィーンで発表。2004年、彫刻家フリッツ・ユネッグとBBCのプロデューサー、ピアース・バートン・ペイジによる音と彫刻のインスタレーション作品がヨーロッパを巡回。2005年、オーストリアのビジュアル・アーティスト、グドュルン・ビールズが『Nyctivoe』に触発されて制作したビデオ・アートを発表。2006〜09年、ミーア・ダンス・カンパニーがギリシャ語の『Nyctivoe』をコンテンポラリーダンスにして公演。2013年、ギリシャ人作曲家のマリア・アローピとアンドレアス・ディクトポロスが音楽／演劇版『 Z213: Exit』を制作し、ダス・ノイエ・アンサンブルとギリシャ人俳優のディミトリス・リグナティスが演じた。
リアコスは1998年、英国ウェールズのアベリストウィスで行われたポエトリーフェスト・インターナショナル・ポエトリー・フェスティバルにゲストとして招聘された。それ以来、朗読会や作品についての講演等を、オックスフォード大学、トリエステ大学、香港大学、ノッティンガム大学など世界中の大学で行っている。
2012年には、アイオワ大学の国際創作プログラムのライター・イン・レジデンスに参加。近年最も国際的に認められたギリシャ人作家の一人。『Poena Damni』はこの数十年で最も広く書評されたギリシャ文学作品で、現代ギリシャ詩の英訳である『Z213: Exit』はベストセラーとなった。2017年、リアコスはグルジアのトビリシで開催された、国際文芸フェスティバルにゲストとして招聘され、2018年には、ベルギーのブリュッセルで開催されたトランスポエジー・フェスティバルにギリシャを代表する作家として参加した。

## 『Poena Damni』要約
『Poena Damni』三部作は悲劇詩やエピックドラマのようにも見えるが、紛れもなくポストモダン的でもある。本作は悲劇の形式的特徴ではなく、深層構造を探求しているため、ポスト悲劇作品とも呼ばれている。作品全体にホメロス、アイスキュロス、ダンテ、恋愛詩のより暗い側面が、象徴主義や表現主義、強烈な宗教的・哲学的関心とともに浸透している。
『Poena Dammi』はそのポストモダン的な特徴をよそに、ジェイムズ・ジョイスやヴァージニア・ウルフといったハイ・モダニズムの伝統とより関連している。三部作の最初の作品『Z213: Exit』は、監視された街から逃げ出した男が、夢のような、ときに悪夢めいた土地を旅する。二作目の『With the People from the Bridge』では『Z213: Exit 』の主人公が、廃墟となった駅のアーチ下で上演された、その場しのぎの演劇のなかの傍観者の一人として登場する語り手となる。三作目の『The First Death』は、岩だらけの島に置き去りにされた男の描写から始まり、その男が生き延びるために苦闘する様が、崩壊する彼の身体や、繰り広げられる記憶と同時に描かれている。

## 概説

### 『POENA DAMNI THE TRILOGY 』（英語版、三冊セット）
『POENA DAMNI THE TRILOGY 』は一般的なジャンルを超越しているため、分類するのが難しい。『Z213: Exit』は、逃亡したヒーローや、献身的な放浪者というようなギリシャ文学のカノンの要素の意味と関係の編み直し（re-contextualization）を試みており、詩と散文を取り混ぜつつも物語の形式を用いている。『With the People from the Bridge』になると登場人物や状況が劇的に表現され、その後『The First Death』では叙情的な詩によって、身体の解体や神格化が描かれるようになる。
個々が感じる世界と客観的に見た世界とが分岐する可能性がうまく描かれている。読者は、外的世界での出来事から発生するも結果的には主人公の心の表面に現れる考えや感情を映し出しているとされる不規則な内的独白を読む。一方で、どこだかわからない場所の設定と、次々と明らかになる夢のような出来事は、実質のあるものとして表現されていて、もう一つの現実を暗示している、もしくは世界の隠された一面を明らかにしている。そのような観点から、三部作に描かれた世界が、読者自身の内在化した世界を寄与することができるように、なにもないオープンな空間を与えるような、超虚構小説の一種として解釈されている。

### 『Z213: EXIT』
『Z213: Exit』はパリンプセスト（パピルスや羊皮紙に書かれた文書で、以前に書かれたものを不完全に消した再利用したものを指す。以前の文書が読み取れることが多い）を使って、古代と現代の情報源の両方を、二人の主人公の「対話」と結びつける、架空の組織を表現している。本作は、見知らぬ土地へ向かう電車の旅をする名前のない主人公の経験を記録する、虚構の日記への断片的な記述で構成されている。
その男は、日記に簡潔に記されているように、長い間勾留されていた場所から釈放されたか逃亡したかで、その場所は病院、監獄、ゲットー、包領だと暗示されている。その後彼が、現実であるかのような荒廃した土地で放浪する様子は、詳細でどこかカフカ的な雰囲気のなかで描かれ、最も夢のような出来事がじつは最も現実的であるという点を弱めている。道中、主人公は宗教的探求にのめり込んでいくが、同時に何かにつけられているという感じが益々強まっていき、それによってサスペンス的な要素やフィルム・ノワール的要素が感じられる。
テキストは形而上的ではあるが、同時に1940年代の探偵小説に登場する、類まれなものの真相に迫るロサンゼルスの私立探偵をも思わせる。『 Z213: Exit』は、主人公と「腹をすかせたごちそう」が、まるで神聖な儀式を行うかのように子羊をローストして、まだ血がしたたるその体を切って、皮をはいで、はらわたを取り除く、いけにえの描写で終わる。

### 『With the People from the Bridge』
『With the People from the Bridge』は墓場に住んでいて、悪魔に苛まされ、石で自分自身を切ってしまう、マルコによる福音書に登場するゲラサの悪魔に似ている男の話をもとにしている。死んだ恋人が腐敗されずに横たわっているとされる棺桶を開けるために、墓のなかに入ると、彼の極まった欲望によって恋人は生き返る。墓はまだ抱擁することができる恋人たちにとって「申し分のないプライベートな場所」となる。
この劇は、複数の視点で語られる物語、つまり四人の登場人物の物語が埋め込まれた第一人称の語り手を通して語られる亡霊をテーマにした話として語られる。悪魔に取り憑かれた男は恋人の体を生き返らせようとするものの、結局彼女と一緒に墓に入ることになる。そうした行為は、死者のための祭りや、疫病の流行から伝承化された吸血鬼という文脈で語られる。本作はキリスト教の慣習と終末論にも明確に言及しており、最後に思わぬ展開を迎えた後でも解決することのない、集合的な救済についての熟考で終わる。

### 『The First Death』
『The First Death』では、記憶のメカニズムが狂ったかのように、岩や石に摩擦され、次から次へと品位を傷つけられ苦しむことで、肉体的にも精神的にもぼろぼろになった体の居場所が否定されている。しかし人と身体との結びつきは命がまだ持続されていることを裏付け、「実体がない時／世界が衝突して始まる時」に宇宙の無意識的な直感はこの単純化できない実体を、おそらく将来の再生を促しながら再び宇宙へと投げ飛ばす。

## 評価
翻訳された現代ギリシャ文学のなかで、『Poena Damni』はもっとも広く、良く書評された作品で、2019年の秋までに世界で66本の書評が書かれ、「現代ヨーロッパ文学のなかでもっとも議論され、最も称賛された作品」と広く認められた。西洋文学におけるさまざまな古典的テキストに基づいているにもかかわらず、モダニズムとポストモダニズムの境界線を超越する創造性が称賛され、多くの批評家はテキストからの引用や、古典的な作品や聖書の言葉の言い換えを複雑に組み合わせた点や、作品の独特のスタイルや登場人物を講評した。
本三部作は多くの学術的批評を生み、またポストモダン小説を教える大学のカリキュラムにも導入された。リアコスはノーベル文学賞を予測するリストに名があげられている。 

## 作品
- Poena Damni O Protos Thanatos. Odos Panos. Athens. 1996. ISBN 960-7165-98-5
- Poena Damni The First Death. English edition. Translated by Shorsha Sullivan. Shoestring Press. 2000. ISBN 1-899549-42-0
- Poena Damni Nyctivoe. Greek - German edition. Translated by Nina-Maria Jaklitsch. CTL Presse. Hamburg. 2001.[66]
- Poena Damni Nyctivoe. English edition. Translated by Shorsha Sullivan. Shoestring Press. 2005. ISBN 1-904886-11-6
- Poena Damni Z213: ΕΞΟΔΟΣ. Greek Edition. Dardanos Publishers, Athens 2009. ISBN 960-402-356-X
- Poena Damni Z213: Exit. English edition. Translated by Shorsha Sullivan. Shoestring Press 2010. ISBN 978-1-907356-05-6
- Poena Damni Der erste Tod. German edition. Translated by Nina-Maria Wanek. Verlagshaus J. Frank. First edition 2008. Second edition 2014. ISBN 978-3-940249-85-2
- Poena Damni With the People from the Bridge. Translated by Shorsha Sullivan. Shoestring Press, Nottingham 2014. ISBN 978 1 910323 15 1
- Poena Damni Z213: Exit, Second Edition (Revised). Translated by Shorsha Sullivan. Shoestring Press, Nottingham 2016. ISBN 9781910323625
- Poena Damni The First Death, Second Edition (Revised). Translated by Shorsha Sullivan. Shoestring Press, Nottingham 2017. ISBN 9781910323878
- Poena Damni Z213: Exit, French Edition. Translated by Michel Volkovitch. Le Miel des Anges, 2017. ISBN 9791093103235
- Poena Damni With the People from the Bridge, Second Edition (Revised). Translated by Shorsha Sullivan. Shoestring Press, Nottingham 2018. ISBN 9781910323915
- POENA DAMNI: THE TRILOGY. 3-Book Box Set Edition (English). Translated by Shorsha Sullivan. Shoestring Press, Nottingham 2018. ISBN 9781912524013